# Mieux vaut courir
Mieux vaut courir est un téléfilm français réalisé par Élisabeth Rappeneau, diffusé en 1989.

## Fiche technique
- Titre : Mieux vaut courir
- Réalisatrice : Élisabeth Rappeneau
- Scénario : Élisabeth Rappeneau, Arthur Stankievitch d'après le roman Man on the Run de Charles Williams
- Musique : Philippe B. Gall

## Distribution
- Christian Clavier : Simon
- Carmen Maura : Anna
- Lydia Andrei : Édith
- Jean-Marie Winling : Alex
- Richard Leduc : Max